# San Pedro Palmiches
San Pedro Palmiches è un comune spagnolo di 110 abitanti situato nella comunità autonoma di Castiglia-La Mancia.